# Фацимех (Малопольское воеводство)
Фаци́мех (пол. Facimiech) — село в Польше в сельской гмине Скавина Краковского повета Малопольского воеводства.

## География
Село располагается 9 км от административного центра гмины города Скавина и в 19 км от административного центра воеводства города Краков.
В 1975—1998 годах село входило в состав Краковского воеводства.

## Население
По состоянию на 2013 год в селе проживало 654 человека.
| 2008 | 2013 |
| ---- | ---- |
| 659  | 654  |

| Перепись  | Всего   | Всего | Женщины | Женщины | Мужчины | Мужчины |
| --------- | ------- | ----- | ------- | ------- | ------- | ------- |
| Единицы   | человек | %     | человек | %       | человек | %       |
| Население | 654     | 100   | 348     | 53,21   | 306     | 46,79   |

## Достопримечательности
- Усадьба, построенная в XIX веке. Памятник культуры Малопольского воеводства (№ А-491[4]).